# Подлесьна-Воля
Подлесьна-Воля (пол. Podleśna Wola) — село в Польщі, у гміні Мехув Меховського повіту Малопольського воєводства.
Населення — 401 особа (2011).
У 1975-1998 роках село належало до Келецького воєводства.

## Демографія
Демографічна структура станом на 31 березня 2011 року:
|          | Загалом | Допрацездатний вік | Працездатний вік | Постпрацездатний вік |
| -------- | ------- | ------------------ | ---------------- | -------------------- |
| Чоловіки | 198     | 39                 | 133              | 26                   |
| Жінки    | 203     | 32                 | 118              | 53                   |
| Разом    | 401     | 71                 | 251              | 79                   |